# Các mộ nhỏ ở Thung lũng các vị Vua
Các ngôi mộ nhỏ trong Thung lũng các vị Vua là phần lớn của tất cả 65 ngôi mộ đã được đánh số thứ tự bởi John Gardiner Wilkinson. Chúng được gọi là "ngôi mộ nhỏ" bởi vì có thể chúng chỉ mang một số ít thông tin về khu vực đó hoặc không thu hút nhiều nhà khảo cổ và khách du lịch đến thăm, thậm chí một số ngôi mộ còn chưa hoàn toàn được khai quật. Ngoài ra chúng được gọi thế vì nó chỉ được sử dụng để chôn cất ít người và có cấu tạo khá đơn giản, riêng ngôi mộ KV5 thì có kích thước khá lớn nên nó không được gọi là mộ nhỏ.